# Corchete de Lagrange
En mecánica hamiltoniana, los corchetes de Lagrange son expresiones cercamente relacionadas con los corchetes de Poisson. Estos fueron introducidos por Joseph Louis Lagrange en 1808–1810 como proposición de la formulación matemática de la mecánica clásica, pero han caído en desuso respecto a los corchetes de Poisson.

## Definición
Supóngase que {\displaystyle \ (q_{1},q_{2},...,q_{n},p_{1},...,p_{n})} es un sistema de coordenadas canónicas en un espacio de fase. Si cada una está expresada como función de dos variables {\displaystyle \ u} y {\displaystyle \ v}, entonces el corchete de Lagrange de {\displaystyle \ u} y {\displaystyle \ v} está definido como:

{\displaystyle [u,v]_{p,q}=\sum _{i=1}^{n}\left({\frac {\partial q_{i}}{\partial u}}{\frac {\partial p_{i}}{\partial v}}-{\frac {\partial p_{i}}{\partial u}}{\frac {\partial q_{i}}{\partial v}}\right).}

## Propiedades
- Los corchetes de Lagrange no dependen del sistema de coordenadas canónicas {\displaystyle \ (p,q)}, si {\displaystyle \ (Q,P)=(Q_{1},...,Q_{n},P_{1},...,P_{n})} es otro sistema de coordenadas canónicas, entonces tenemos que:

{\displaystyle \ Q=Q(q,p),P=P(q,p)}

es una transformación canónica. El corchete entonces es un invariante de la transformación, en el sentido de que:

{\displaystyle \ [u,v]_{q,p}=[u,v]_{Q,P}.}

Por lo tanto, los subíndices suelen ser omitidos.
- Si {\displaystyle \ \Omega } es una forma simpléctica en un espacio de fase bidimensional {\displaystyle \ W} y {\displaystyle \ u^{1}...u^{2n}} forma un sistema de coordenadas en {\displaystyle \ W}, entonces las coordenadas canónicas {\displaystyle \ (p,q)} pueden ser expresadas como funciones de las coordenadas {\displaystyle \ u} y la matriz de los corchetes de Lagrange:

{\displaystyle [u_{i},u_{j}]_{p,q},\quad 1\leq i,j\leq 2n}

representan los componentes de {\displaystyle \ \Omega }, vistos como tensores, en las coordenadas {\displaystyle \ u}. Ésta matriz es la matriz inversa de la matriz formada por los corchetes de Poisson:

{\displaystyle \{u_{i},u_{j}\},\quad 1\leq i,j\leq 2n}

de las coordenadas {\displaystyle \ u}.
- Como un corolario de las propiedades anteriores, las coordenadas {\displaystyle \ (Q,P)=(Q_{1},...,Q_{n},P_{1},...,P_{n})} en un espacio de fase son canónicas si y solo si los corchetes de Lagrange entre ellos tienen la forma:

{\displaystyle [Q_{i},Q_{j}]_{p,q}=0,\quad [P_{i},P_{j}]_{p,q}=0,\quad [Q_{i},P_{j}]_{p,q}=-[P_{j},Q_{i}]_{p,q}=\delta _{ij}.}